# Brooke Rollins
Brooke Leslie Rollins, född 10 april 1972 i Glen Rose i Texas, är en amerikansk republikansk politiker. Sedan den 13 februari 2025 är Rollins USA:s jordbruksminister. 
Rollins har tidigare varit tillförordnad chef för USA:s inrikespolitiska råd under president Donald Trump. Dessförinnan var hon chef för Vita husets kontor för amerikansk innovation. Åren 2003–2018 var hon ordförande och VD för Texas Public Policy Foundation, en tankesmedja i Austin som stöder fossila bränslen och skolpeng.  Under hennes tid på TPPF växte tankesmedjan från att ha 3 anställda till 100 anställda. I november 2024 nominerades hon av Donald Trump till posten som jordbruksminister i dennes kommande regering. Hon bekräftades av den amerikanska senaten den 13 februari 2025 med rösterna 72–28. Hon är den andra kvinnan som innehar tjänsten, efter Ann Veneman.